# Parasphendale minor
Parasphendale minor är en bönsyrseart som beskrevs av Schulthess-schildler 1898. Parasphendale minor ingår i släktet Parasphendale och familjen Mantidae. Inga underarter finns listade i Catalogue of Life.